# Déchet diffus spécifique
Pour des articles plus généraux, voir Déchet, Déchet dangereux et Déchet dangereux diffus.
Pour les articles homonymes, voir DDS.
En France, les déchets diffus spécifiques (DDS) sont des déchets ménagers susceptibles de contenir un ou plusieurs produits chimiques pouvant présenter un risque important pour la santé et/ou l'environnement(« produit dont la dangerosité, ponctuelle ou permanente, est susceptible d'entraîner une détérioration notable, temporaire ou définitive, du sol ou du sous-sol ou de la qualité des milieux naturels ou de l'intégrité de la faune ou de la flore »). 
Ces déchets font partie des déchets dangereux et plus particulièrement des déchets dangereux diffus (DDD).
Les particuliers doivent les déposer en déchèterie ou les déposer dans des lieux spécifiques. 
Cette filière « multidéchets » traite à la fois :
- des déchets dangereux  ménagers au sens du code de l'environnement ;
- des déchets ménagers non dangereux, mais pouvant significativement détériorer la qualité des milieux naturels (pollution de l'eau, de l'air ou du sol) ou dégrader significativement la faune ou la flore (et donc les écosystèmes).

La notion de DDS ne recouvre que des déchets ménagers, car d'autres filières de traitement sont prévues pour les mêmes déchets quand ils sont issus de produits utilisés exclusivement par des professionnels, industriels notamment. 
Une meilleure gestion de ces déchets était un des engagements (« engagement 250 ») du Grenelle de l'environnement de 2007, qui portait sur la nécessité de créer une filière pour les « déchets dangereux des ménages et assimilés » encore trop souvent jetés à la poubelle avec les ordures ménagères ou mal gérés par certaines déchetteries. 
La responsabilité d'un produit en fin de vie relève théoriquement et légalement principalement des « metteurs sur le marché des produits chimiques dont sont issus ces déchets », mais d'autres acteurs, jusqu'au gestionnaire final du déchets ont un rôle à jouer.

## Gestion
Depuis 2012 en France, leur gestion (collecte, enlèvement et traitement) se fait dans le cadre d'une nouvelle filière (Déchets Diffus Spécifiques) qui doit s'inscrire dans le contexte juridique de responsabilité élargie des producteurs et de la prévention.
Compléments au réseau des déchèteries pour les DDS
Des « points d'apport volontaire » doivent être mis en place par les éco-organismes agréés concernés, et ouverts à tous les ménages avec une fréquence au moins semestrielle (décret), hors des déchèteries. 
La reprise directe en magasin des DDS n'est pas explicitement imposée par la loi, mais elle peut se faire sur la base du volontariat des distributeurs.
« Ces déchets peuvent être traités dans toute autre installation autorisée à cet effet dans un autre État membre de l'Union européenne ou dans un autre État, dès lors que le transfert de ces déchets hors du territoire national est réalisé conformément aux dispositions du règlement européen (CE) n° 1013/2006 , et à destination d'installations respectant des dispositions équivalentes à celles du titre Ier du livre V du code de l'environnement ».
Une filière « EcoDDS » se met en place en 2013, avec un cahier des charges répondant aux nouvelles dispositions réglementaires en essayant de mieux prendre en compte l'environnement.

## Cadre juridique
Cette filière est encadrée :
- par un décret[3] (du 4 janvier 2012) qui a créé une section 14 intitulée « Déchets ménagers issus de produits chimiques pouvant présenter un risque significatif pour la santé et l’environnement » dans le chapitre III du titre IV du livre V de la partie réglementaire du code de l’environnement et ;
- par divers arrêtés, dont 
  - l'arrêté du 15 juin 2012 relatif à la procédure d’agrément et au cahier des charges des éco-organismes de la filière des DDS, conformément à l’article R.543-234 du code de l’environnement (NOR : DEVP1220648A).
  - l'arrêté du 16 août 2012 fixant la liste des DDS  prévue aux I. et III. de l’article R. 543-228 du code de l’environnement ainsi que les critères prévus au 1° du II. du même article (NOR : DEVP1131715A).
  - Arrêté du (19 août 2012) qui précise les catégories de produits concernés
  - Arrêté du 1er décembre 2020 fixant la liste des produits chimiques mentionnés au 7o de l’article L. 541-10-1 du code de l’environnement
  - Arrêté à venir qui fixera la liste des indicateurs et leurs modalités de transmission par les metteurs sur le marché annuellement à l'ADEME pour l'établissement du rapport de suivi de la filière en application du I. de l’article R. 543-238 du code de l’environnement

### Responsabilité de la gestion
La filière est gérée par les « metteurs sur le marché » des produits chimiques en question. Elle l'est en responsabilité partagée avec les distributeurs, opérateurs de collecte, opérateurs du traitement des déchets, ainsi qu'avec les collectivités territoriales et les ménages impliquées dans le tri et l'amont de la collecte des déchets, mais la loi , a instauré le principe de la responsabilité élargie des producteurs (REP) pour la gestion des déchets ménagers de produits chimiques pouvant présenter un risque significatif pour la santé et l’environnement. 
L'Art. L. 541-10-4. précise que « à compter du 1er janvier 2011, toute personne physique ou morale qui fabrique, importe ou introduit sur le marché national des produits chimiques pouvant présenter un risque significatif pour la santé et  l'environnement est tenue de prendre en charge, ou faire prendre en charge par des sociétés spécialisées, techniquement et financièrement la collecte et le traitement des déchets ménagers desdits produits (contenants et contenus). Ces produits doivent faire l'objet d'une signalétique  appropriée afin d'éviter aux usagers de les faire collecter en mélange avec les déchets municipaux résiduels. À partir du 1er janvier 2011, tout émetteur sur le marché ne respectant pas cette obligation est soumis à la taxe générale sur les activités polluantes. »
Chaque entités ayant « mis sur le marché » l'un de ces produits ou plusieurs de ces produits doit utiliser un « système individuel » (approuvé par arrêté ministériel) ou faire appel à un organisme agréé collectif (Eco-organisme).

### Définition légale des parties prenantes
Le « metteur sur le marché » est l'entité centrale du dispositif. Le décret le définit comme :
« toute personne physique ou morale qui, à titre professionnel, soit fabrique en France, soit importe ou introduit pour la première fois sur le marché national des produits chimiques pouvant présenter un risque significatif pour la santé et l'environnement destinés à être cédés à titre onéreux ou à titre gratuit à l'utilisateur final par quelque technique de vente que ce soit ou à être utilisés directement sur le territoire national. Dans le cas où des produits chimiques pouvant présenter un risque significatif pour la santé et l'environnement sont vendus sous la seule marque d'un revendeur, le revendeur est considéré comme metteur sur le marché »
Le distributeur est défini comme :
« toute personne physique ou morale qui, quelle que soit la technique de distribution utilisée, y compris par communication à distance, fournit à l'utilisateur final à titre commercial des produits chimiques pouvant présenter un risque significatif pour la santé et l'environnement ».

## Coûts de gestions
Ils sont pris en charge par les « émetteurs » s'ils ont mis en place une filière spécifique. Sinon, ce sont les éco-organismes qui les prennent en charge. 
Ils pourraient dans le futur être diminués par les économies d'échelles, par la mutualisation et si les producteurs mettent en œuvre l'écoconception de leurs produits. 

## Produits concernés
Ils sont listés par un arrêté interministériel en une « liste exhaustive », pouvant être révisée « en tant que de besoin ».
Ce sont :
- les produits pyrotechniques (pétards, feux d'artifice non consommés, fusées de détresse[9], allume-barbecue...);
- les extincteurs (ou tout appareils à fonction extinctrice) ;
- les produits à base d'hydrocarbures ;
- les produits d'adhésion (colles), d'étanchéité et de réparation ;
- les produits de traitement et de revêtement des matériaux
- les produits de préparation de surface ;
- les produits d'entretien spéciaux et de protection ;
- les produits chimiques usuels dont notamment les acides, les bases, les oxydants, les alcools, l'ammoniaque ;
- les solvants et diluants ;
- les biocides et pesticides ménagers ;
- les produits de jardinage dont pesticides et engrais utilisés par les ménages ;
- les colorants et teintures pour textile ;
- les encres, produits d'impression et photographiques ;
- les générateurs d'aérosols, cartouches de gaz.

Par ce qu'ils sont gérés par d'autres filières existantes, ce ne sont pas :
- les déchets ménagers et d’emballages ménagers,
- les DEEE,
- les piles et accumulateurs usagés,
- les déchets ménagers de produits qui sont utilisés exclusivement par des professionnels.

## Prévention en amont, information du consommateur
Les responsables (metteurs sur le marché, distributeurs et aussi collectivités territoriales et EPCI…) doivent mettre en œuvre des mesures de prévention visant à réduire la quantité et la nocivité des déchets ménagers issus de produits chimiques pouvant présenter un risque important pour la santé et l'environnement ainsi que la part de ces déchets collectés avec les ordures ménagères non triées.
- Le distributeur doit - dans ses points de vente  - « informer les utilisateurs de manière visible de la possibilité et des modalités de reprise des déchets ménagers issus de produits chimiques pouvant présenter un risque significatif pour la santé et l'environnement, s'il y a lieu en collaboration avec les organismes agréés et les systèmes individuels approuvés mentionnés à l'article R. 543-231 qui participent à la prise en charge des coûts associés » ;

- Le metteur sur le marché doit instaurer une collecte séparée, et veiller à « l'enlèvement et au traitement, sans frais pour les détenteurs, des déchets ménagers issus des produits chimiques pouvant présenter un risque significatif pour la santé et l'environnement »[11], via un système individuel approuvé dans les conditions définies à l'article R. 543-233 ;

## Évaluation et suivi de la filièreDéchets diffus spécifiques(DDS)
Il est prévu et cadré par la loi (Art. R. 543-238.-I. ;  article R. 543-234 du Code de l'environnement). 
Il est assuré par l'Agence de l'environnement et de la maîtrise de l'énergie (ADEME) qui reçoit les déclarations des organismes agréés, sur la base desquels elle produit un « tableau d'indicateurs et un rapport annuel de suivi de la filière des déchets ménagers issus de produits chimiques pouvant présenter un risque significatif pour la santé et l'environnement ».
Des sanctions administratives sont prévues (Art. R. 543-239.-I) en cas de non-respect du décret, par le distributeur, les personnes physiques ou morales responsables de la collecte
En termes de service, l'objectif est d'atteindre 30 millions d'habitants desservies par cette filière nouvelle avant la fin 2013, puis 40 millions d'habitants avant la fin 2014 et 50 millions d’habitants avant la fin 2015.